# Psychedelická spiritualita
Psychedelická spiritualita je souhrnný název pro duchovní zkušenost podpořenou či vyvolanou užitím psychedelických, psychotropních látek, krátce látek měnících vědomí. Pohledy na tuto náboženskou praxi se ve společnosti různí. Rozdílné je také postavení těchto látek v jednotlivých právních systémech.
Psychedelika v náboženské praxi jsou známa různým domorodým kulturám. Může se jednat o užití rostlin, hub, odvarů z nich či vstřebávání látek rozšiřujících vědomí pomocí kouření. V tomto kontextu někdy psychedelika označujeme jako entheogeny.
V indické společnosti například sádhuové, náboženští asketi, dosahují změněných stavů vědomí pomocí marihuany. Následný zážitek je pak popisován jako stav hlubokého porozumění a souznění či zodpovězení všech lidských otázek. 
Marihuanu užívají v rámci platných zákonů i domorodí obyvatelé Aljašky. Jejím náboženským užíváním jsou známi také rastafariáni.

Houby užívají ve spirituální praxi domorodí obyvatelé Sibiře. 

Psychedelická spiritualita je rovněž známa mezi jihoamerickými domorodými obyvateli.
V moderní i postmoderní době experimentuje s psychedeliky alternativní spiritualita, jak byla známa například v hnutí hippies. 
Od roku 2023 přinesl český religionistický časopis Dingir na svém portálu Náboženský infoservis sérii článků, vlastně odbornou polemiku, o užívání a náboženském rozměru psychedelických látek. 

Psychedelická spiritualita je také v hledáčku akademického zkoumání; v květnu 2024 je plánován seminář na Filosofické fakultě Univerzity Karlovy.